# Рання Янь
Рання Янь (кит. трад.: 前燕; піньїнь: Qiányàn) — династія, що правила частиною північного Китаю після падіння Пізньої Чжао. У 370 році була повалена державою Рання Цінь. Ця династія керувалася імператорами з сяньбійського племені мужун (одними з предків монголів).

## Історія
Початок держави у 330-х роках поклав Хуан, вождь племені мужун, що були частиною сяньбійського союзу. Початково мужуни кочували на території сучасної південної Маньчжурії. До 337 року Хуан захопив басейн річки Ляохе. У 337 році було укладено союз з державою Пізня Чжао проти племені дуаньців. У 338 році дуаньців було розбито. Після цього володар Пізньої Чжао Ши Ху виступив проти Ранньої Янь, взявши облогу її столиці Цзічен (сучасний Цзіньчжоу у провінції Ляонін). Втім облогу вдалося зняти.
Надалі існування Ранньої Янь пов'язано з тривалою боротьбою проти держави Пізня Чжао. Водночас у 342 році вдалося підкорити Когурьо, а у 344 році інше сяньбійське плем'я юйвень. У 352 році Рання Янь знищила Пізнє Чжао, а на завойованих землях було впроваджено подвійна адміністрація (мужунська та китайська). Були налагоджені торговельні відносини з Японією.
Після зміцнення влади у північному Китаї у 360–367 роках тривали запеклі війні з династією Цзінь за північно-східні землі.
У 369 році Рання Янь була атаковано військами Ранньої Цінь. Зрештою у 370 році війська мужунів були розбиті, а їх держава припинила існувати.

## Імператори
| Посмертне ім'я                 | Особисте ім'я                  | Роки правління | Девіз і роки правління |
| ------------------------------ | ------------------------------ | -------------- | --- |
| Вень-мін-ді 文明帝 Wénmíngdì   | Мужун Хуан 慕容皝 Mùróng Huǎng | 337–348        | - Яньван (燕王 Yànwáng) 337–348                                                                                                 |
| Цзін Чжао-ді 景昭帝 Jǐngzhāodì | Мужун Цзюнь 慕容俊 Mùróng Jùn  | 348–360        | - Яньван (燕王 Yànwáng) 348–353 - Юаньсф (元璽 Yuánxǐ) 353–357 - Шенпін (升平 Shēngpíng) 357 - Гуаншоу (光壽 Guāngshòu) 357–360 |
| Ю-ді 幽帝 Yōudì                | Мужун Вей 慕容暐 Mùróng Wěi    | 360–370        | - Цзяньсі (建熙 Jiànxī) 360–365 - Цзяньюань (建元 Jiànyuán) 365–370                                                             |